# Sân bay quốc tế Lamezia Terme
Sân bay quốc tế Lamezia Terme (IATA: SUF, ICAO: LICA) là một sân bay ở gần Lamezia Terme, Italia. Mã sân bay IATA SUF lấy từ Sant'Eufemia, một phần của Lamezia Terme gần sân bay này nhất.
Đây là sân bay quan trọng nhất Calabria và liên tục phát triển.

## Các hãng hàng không và các tuyến bay
- Air Alps (Bolzano [theo mùa])
- Alitalia (Milan-Linate, Milan-Malpensa, Rome-Fiumicino)
- Easyjet (Milan-Malpensa) [bắt đầu ngày 1 tháng 10]
- Germanwings (Cologne/Bonn, Stuttgart)
- Helvetic Airways (Zurich)
- Meridiana (Verona [theo mùa; 7 tháng 6 - 27 tháng 9])
- MyAir (Venice)
- Ryanair (London-Stansted, Milan-Bergamo, Pisa)

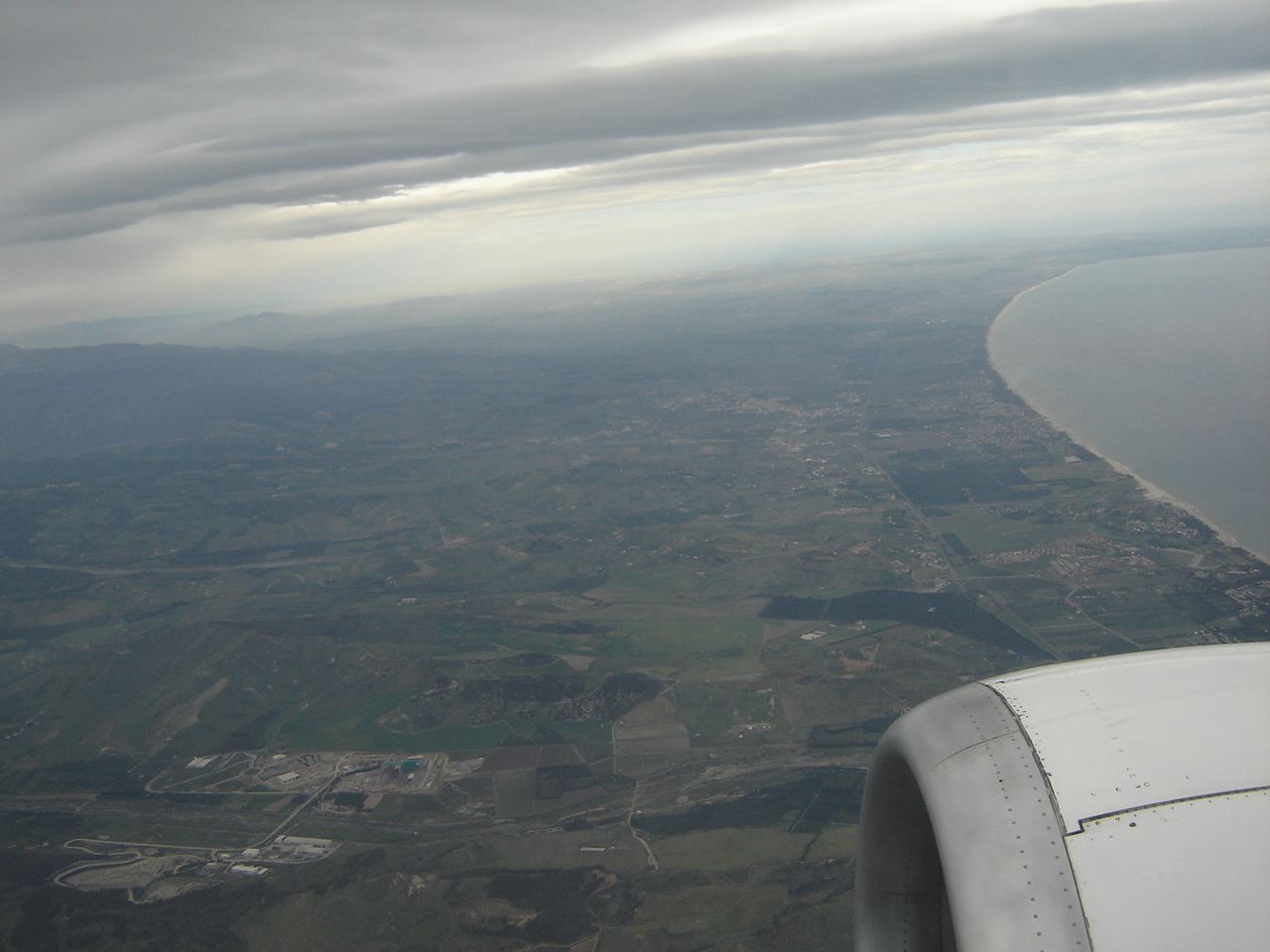
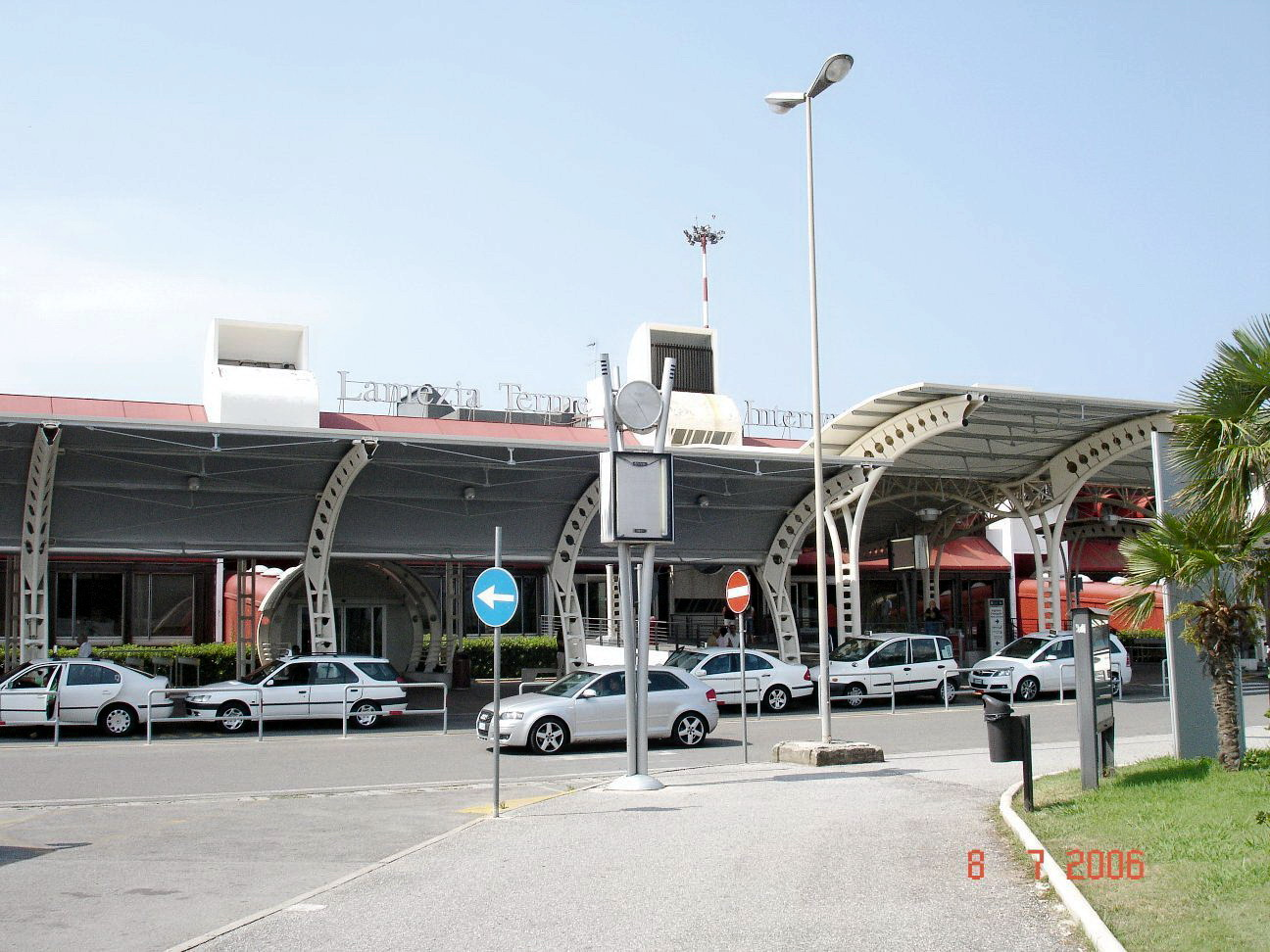
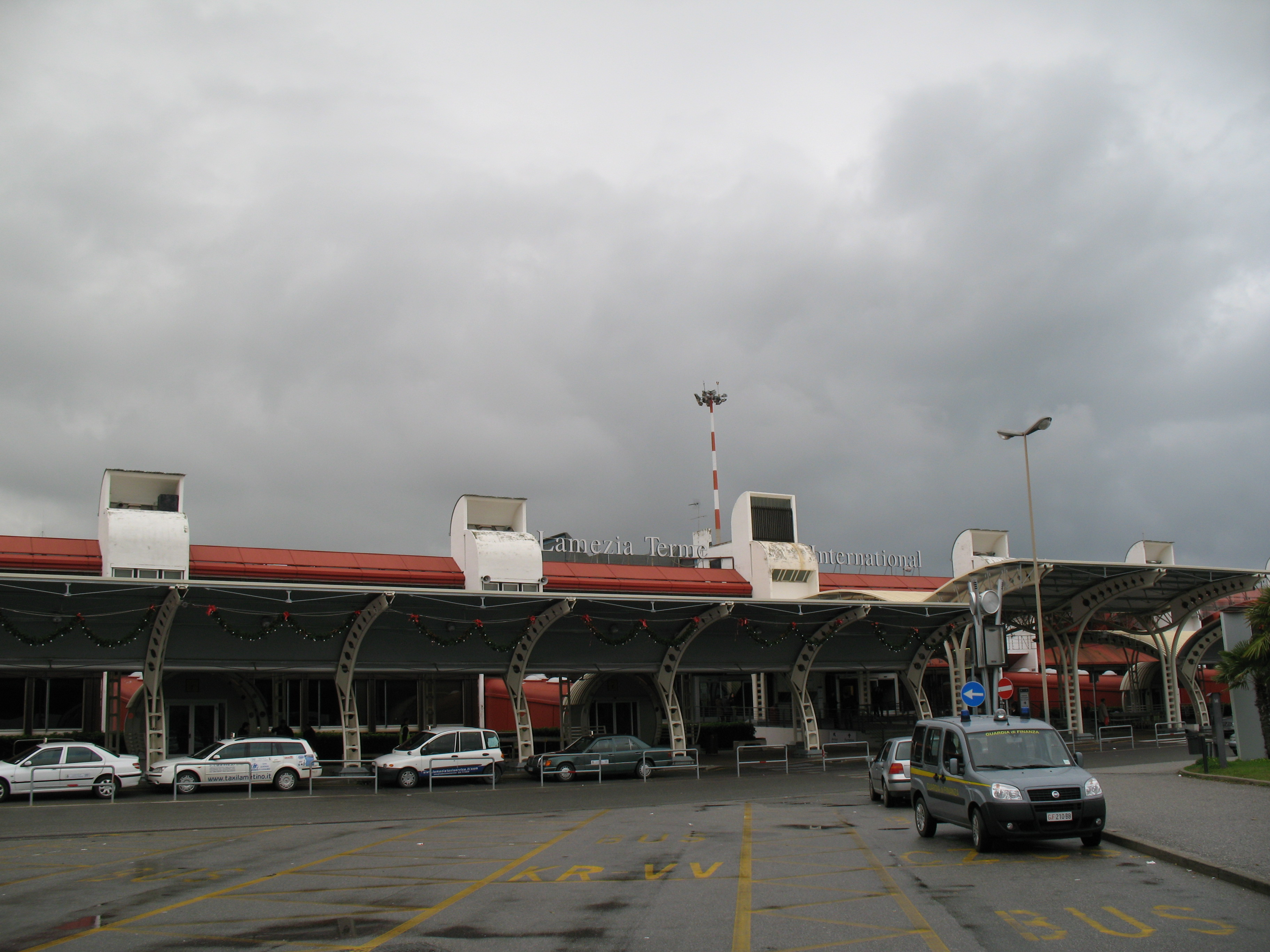
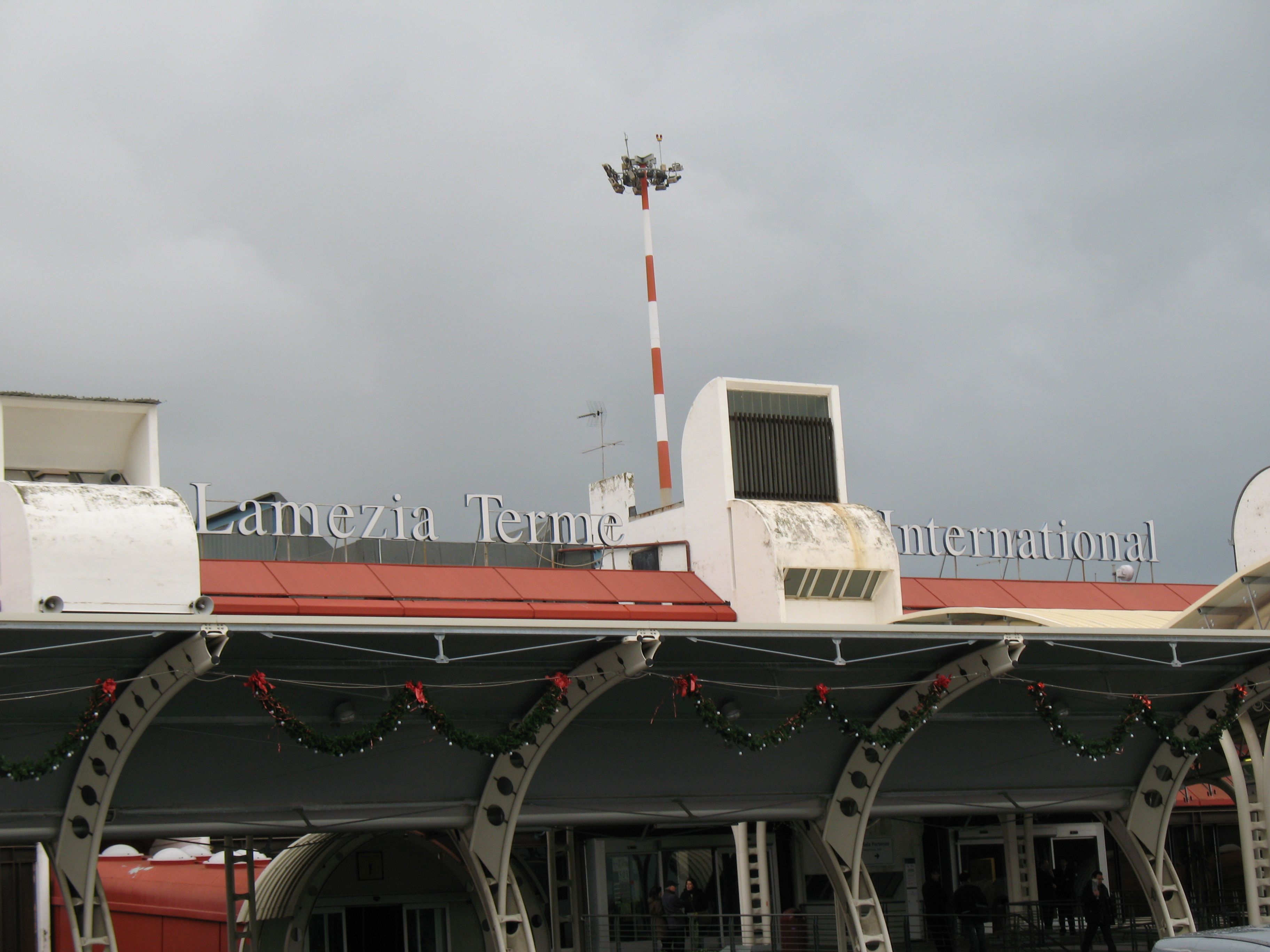
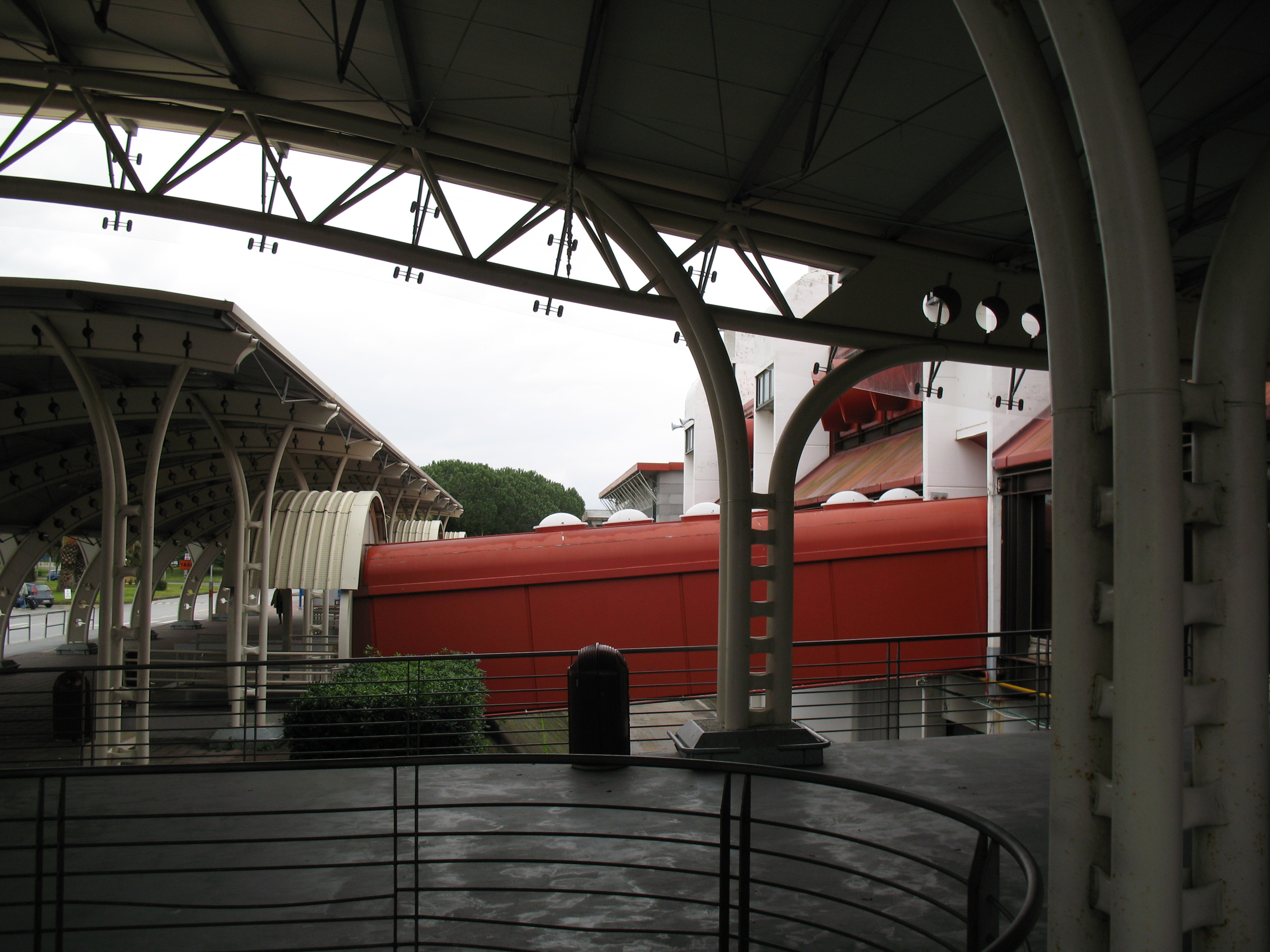
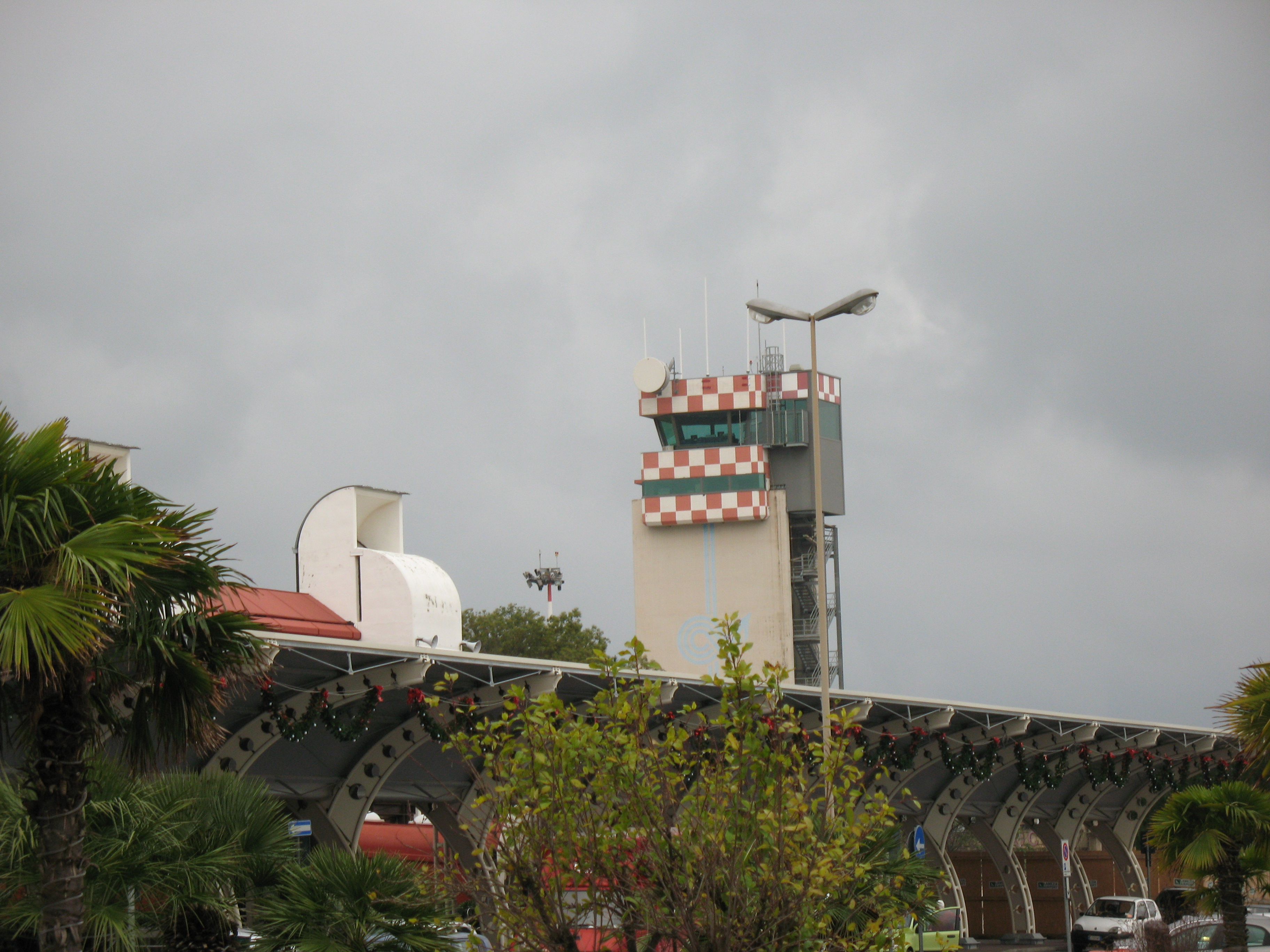
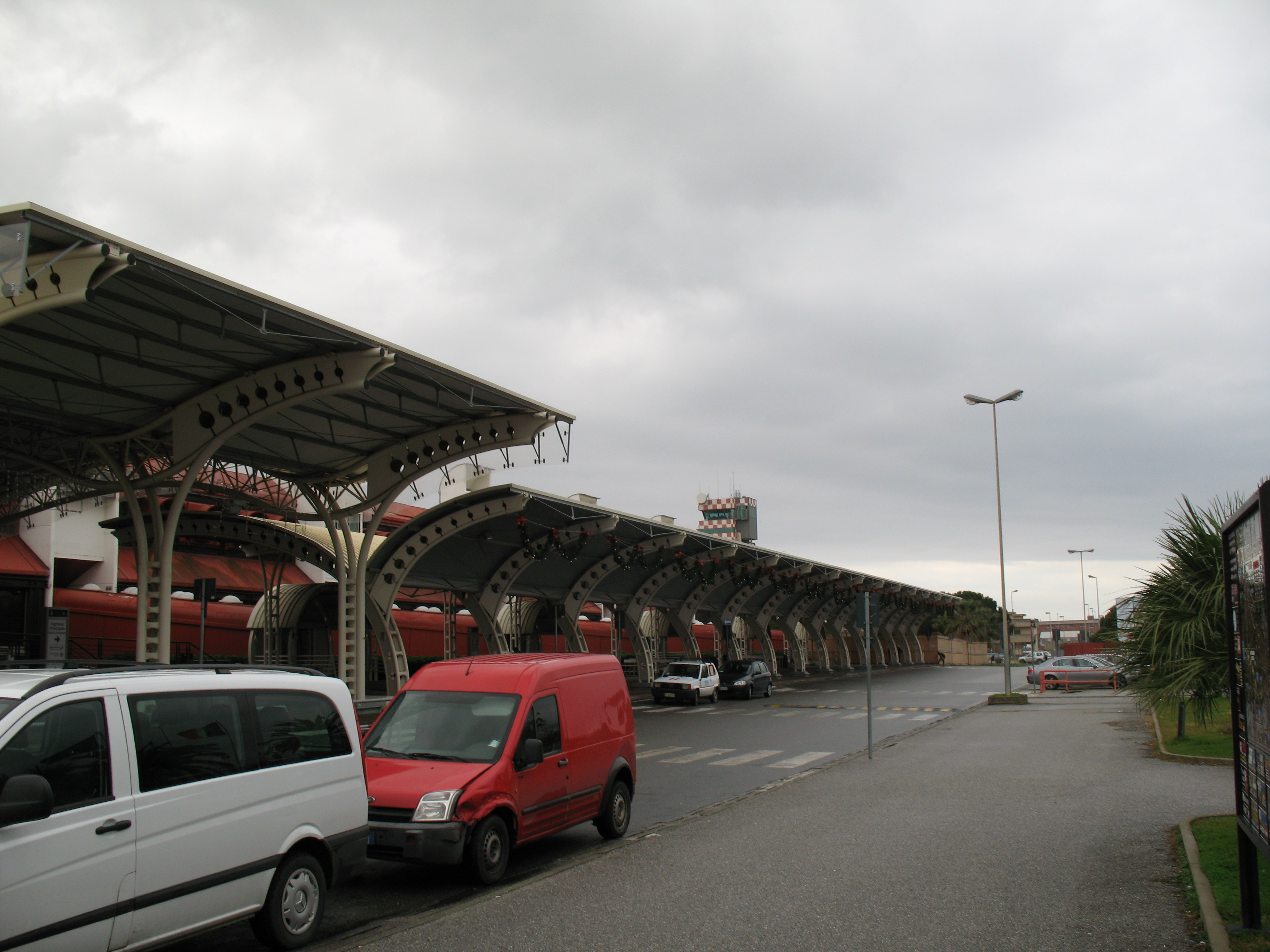

- Skyservice (Toronto [seasonal]) via Rome-Fiumicino
- transavia.com (Amsterdam)